# Neubleesern
Neubleesern ist ein Ortsteil der sächsischen Gemeinde Beilrode im Landkreis Nordsachsen.

## Geografie und Verkehrsanbindung
Der Ort liegt nordwestlich des Kernortes Beilrode am Horstgraben unweit der Landesgrenze zu den Bundesländern Brandenburg und Sachsen-Anhalt. Westlich fließt die Elbe, deren rechtsufrige Eindeichung sich in etwa 600 m Entfernung vom Ortskern befindet.  Der Ort selbst ist an allen Seiten von einem Erdwall umgeben, der nur im Norden und Süden von der durchgehenden Dautzschener Straße unterbrochen ist.
Über Döhlen in südlicher Richtung ist in Rosenfeld die Staatsstraße 25 erreichbar, die in Zwethau nach etwa 4,6 km Gesamtwegstrecke Anbindung an die B 87 besitzt.